# Massif de Ziama
Le massif de Ziama est une chaîne de montagnes boisée de la région de Nzérékoré au sud-est de la république de Guinée.

## Géographie
Le massif de Ziama s'étend du nord-est au sud-ouest, se poursuivant au sud jusqu'au Libéria sous le nom de Kpo Range. Les pentes orientales sont drainées par la rivière Saint-Paul et les pentes ouest par le fleuve Lofa ; les deux fleuves s'écoulent vers le sud-ouest à travers le Libéria pour se déverser dans l'océan Atlantique. Les points les plus élevés du massif atteignent près de 1400 mètres d'altitude. Le paysage boisé comprend des vallées, des plateaux, des crêtes arrondies, des pics rocheux, des falaises abruptes et des affleurements de granit.

## Faune et la flore
Le massif de Ziama fait partie de l'écorégion des forêts de montagne guinéennes et abrite une flore et une faune distinctes des basses terres environnantes.

## Biodiversité et protection
Le massif du Ziama est reconnu au titre de réserve de biosphère par l'Unesco dans le cadre du programme sur l'homme et la biosphère depuis 1980. Elle abrite plus de 1 300 espèces de plantes et plus de 500 espèces d'animaux.
La massif est également une forêt classée et une zone importante pour la conservation des oiseaux.
Le site est considéré par les défenseurs de l'environnement comme un vestige de la diminution de la formation forestière de la Haute-Guinée. 

## Galerie

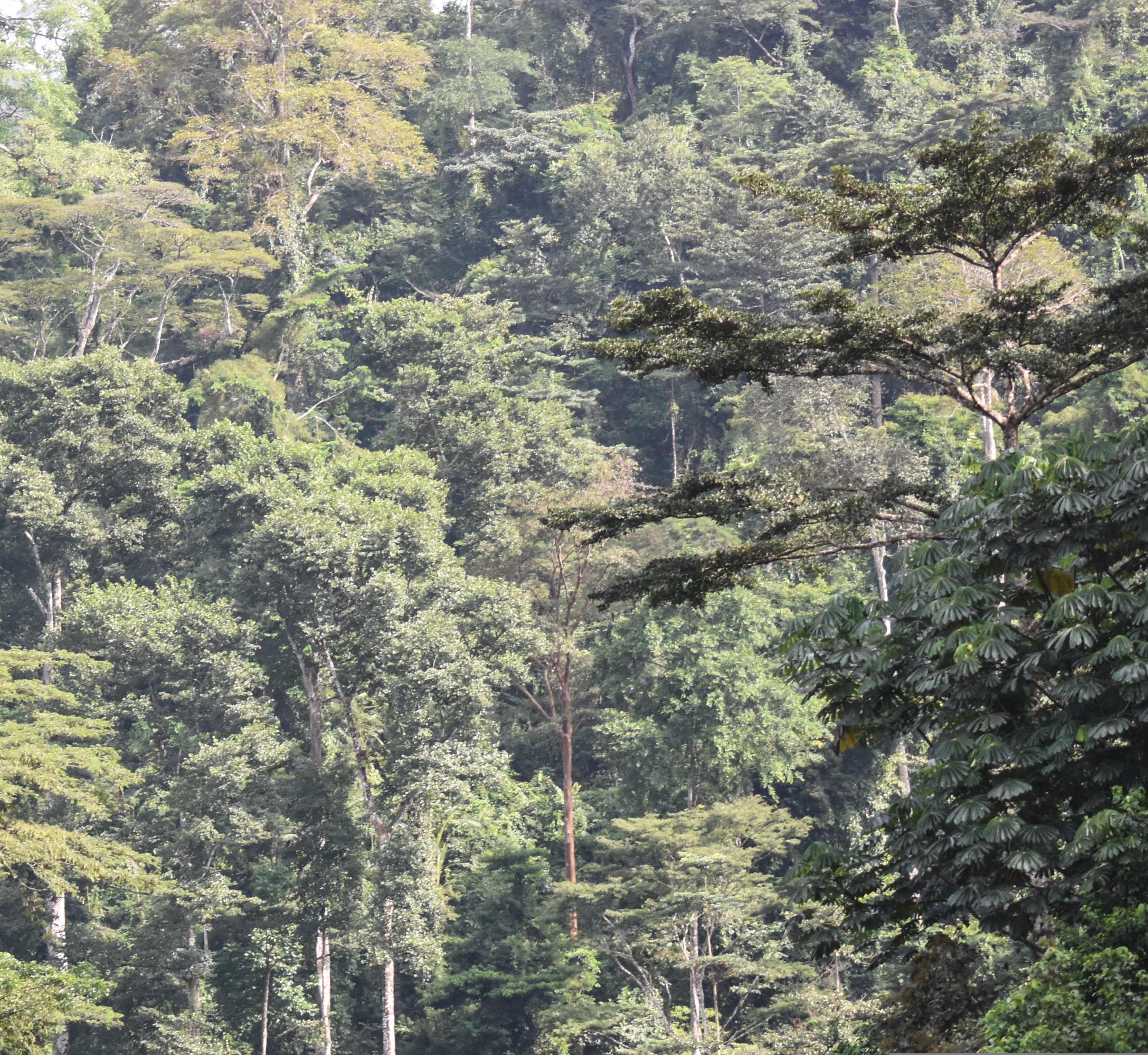
Forêt pluviale de montagne près de Sérédou (limite nord du massif de Ziama).
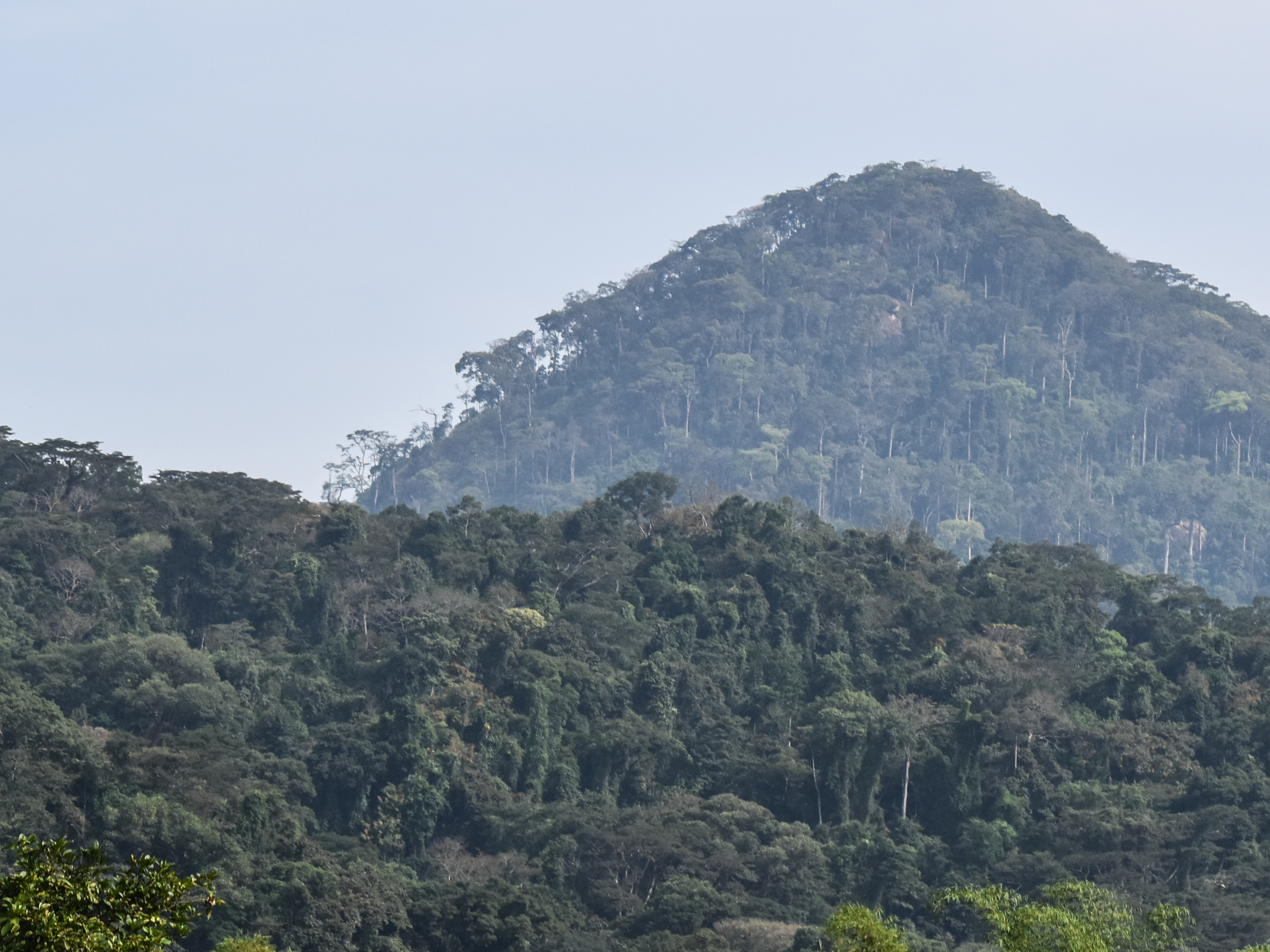
Montagnes près de Sérédou.
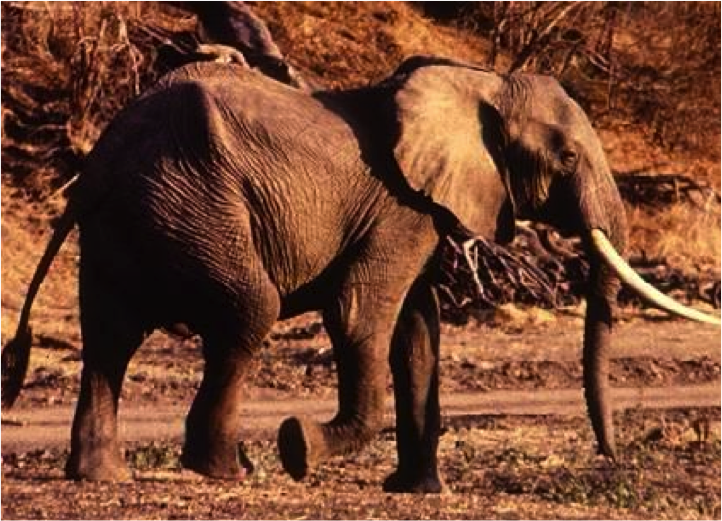
Eléphants de la Forêt de Ziama

## Voir également
- Faune de Guinée
- Guinée forestière